# Arcobadara
Arcòbara (anteriorment anomenat Arcobadara (Arkobadara, grec antic: Ἀρκοβάδαρα) ) va ser una ciutat dàcia esmentada per Ptolemeu.

### Antic
- Anonymous. Tabula Peutingeriana (en llatí).
- Ptolemy, Claudius. Geographia (en grec antic).  Sumptibus et typis Caroli Tauchnitii, c. 140.

### Modern
- Olteanu, Sorin. «Linguae Thraco-Daco-Moesorum - Toponyms Section» (en ro, en). Linguae Thraco-Daco-Moesorum. Arxivat de l'original el 16 juliol 2011. [Consulta: 3 gener 2010].